# Eumerus pumilio
Eumerus pumilio är en tvåvingeart som beskrevs av Hull 1964. Eumerus pumilio ingår i släktet månblomflugor, och familjen blomflugor. Inga underarter finns listade i Catalogue of Life.